# Lygodium pinnatifidum
Lygodium pinnatifidum là một loài dương xỉ trong họ Lygodiaceae. Loài này được Sw. mô tả khoa học đầu tiên năm 1803.
Danh pháp khoa học của loài này chưa được làm sáng tỏ. 